# دوغ بيلدن
دوغ بيلدن (بالإنجليزية: Doug Belden)‏ هو لاعب كرة قدم أمريكية ولاعب كرة قدم كندية أمريكي، ولد في 24 أبريل 1927، وتوفي في 8 يوليو 1972.

## وصلات خارجية
- دوغ بيلدن على موقع كلية كرة السلة في سبورتس رفرنس.كوم (الإنجليزية)
- دوغ بيلدن على موقع JustSportsStats.com (الإنجليزية)